# La llave de la puerta secreta
La llave de la puerta secreta è un album in studio del gruppo heavy metal argentino Rata Blanca, pubblicato nel 2005.

## Tracce
1. Intro
2. La llave de la puerta secreta
3. La otra cara de la moneda
4. Aún estás en mis sueños
5. Indigo
6. Bajo el poder del sol
7. Blues
8. El gran rey del Rock and Roll
9. Guitarra española
10. Michell, odia la oscuridad
11. Mamma

## Formazione
- Adrián Barilari - voce
- Walter Giardino - chitarra
- Guillermo Sanchez - basso
- Fernando Scarcella - batteria
- Hugo Bistolfi - tastiera